# Rigodium adpressum
Rigodium adpressum är en bladmossart som beskrevs av Wendy Beth Zomlefer 1992. Rigodium adpressum ingår i släktet Rigodium och familjen Lembophyllaceae. Inga underarter finns listade i Catalogue of Life.